# Batalla de los Alazani
La Batalla de los Abas se libró en el 65 a. C. entre las fuerzas de la República Romana bajo Pompeyo Magno y las del rey caucásico albanés Oroeses durante el curso de la tercera guerra mitridática. La batalla tuvo lugar en una llanura plana a orillas del río Abas (probablemente la moderna Alazani), después de que las fuerzas romanas la hubieran cruzado recientemente desde la otra orilla, y con un bosque muy denso en las cercanías. La victoria de Pompeyo neutralizó la amenaza de que los albaneses se reunieran con su antiguo aliado Mitridates en sus intentos de reavivar su guerra perdida con Roma.
La batalla es notable por el ocultamiento de la infantería de Pompeyo detrás de una pantalla de caballería, que veinte años más tarde sería usada contra él en la Batalla de Farsalia. Según se informa, el perfecto movimiento de doble envoltura que Pompeyo ha logrado aquí también sirve para mostrar la alta calidad de su generalato durante las campañas orientales .